# Pseuderannis
Pseuderannis is een geslacht van vlinders van de familie spanners (Geometridae), uit de onderfamilie Ennominae.

## Soorten
- P. amplipennis Inoue, 1942
- P. lomozemia Prout, 1930